# Ingrid Hentschel

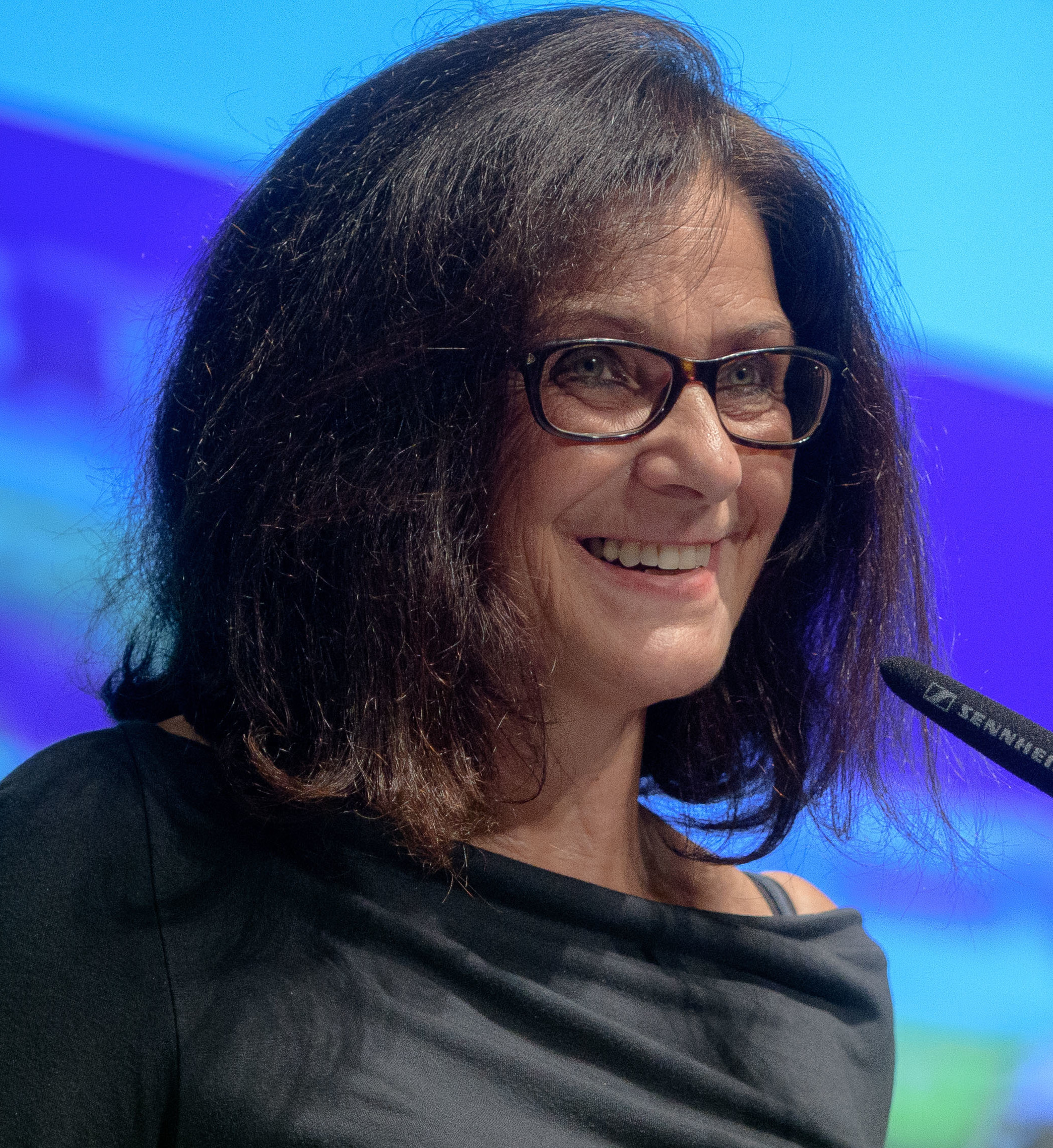
Ingrid Hentschel, 2017

Ingrid Hentschel (* 1954) ist eine deutsche Theater- und Kulturwissenschaftlerin. Sie lehrt als Professorin für Ästhetik und Kommunikation an der Fachhochschule Bielefeld.

## Leben
Hentschel studierte Literatur- und Politikwissenschaft an der Universität Hannover. Während ihres Studiums und ihrer Promotion war sie Stipendiatin des Ev. Studienwerks Villigst. Außerdem studierte sie Kulturpädagogik an der Universität Hildesheim. 1986 promovierte sie an der Fakultät für Geistes- und Sozialwissenschaften der Universität Hannover (Dr. phil.) Während und nach ihrem Studium wirkte Ingrid Hentschel als Autorin, Schauspielerin, Dramaturgin sowie an verschiedenen Hochschulen als Lehrbeauftragte (Neuere deutsche Literatur, Schwerpunkt Gegenwartsdramatik). Es folgten Beschäftigungen als wissenschaftliche Mitarbeiterin mit eigenen Forschungstätigkeiten an den Universitäten Hannover und Hildesheim. Sie erhielt mehrere Stipendien wie das Dorothea-Erxleben-Stipendium und als Stipendiatin des Internationalen Forums junger Bühnenangehöriger. Sie tätigte eigene Regiearbeiten mit dem Theater Doppelherz und zur Weltausstellung Expo 2000. Seit 1999 ist sie Professorin für Ästhetik und Kommunikation, insbesondere Theater und Spiel an der Fachhochschule Bielefeld. Hentschel leitet den Theaterbereich und war von 2009 bis 2015 als Prodekanin am Fachbereich Sozialwesen tätig. Sie lebt mit ihrem Mann Gerhard Stamer in Hannover.

## Forschung und Lehre
Ingrid Hentschel vertritt Forschungsgebiete, in deren Zentrum die Theaterkunst mit ihren theoretischen und aktuellen Bezügen steht. Ihr besonderes Augenmerk gilt den Beziehungen zwischen Entwicklungen in der Theaterästhetik und der Gegenwartskultur. Unter anderem im Themenbereich des Gegenwartstheaters und der Theaterästhetik für Kinder und Jugendliche weist Hentschel eine jahrzehntelange Forschungstätigkeit auf. Ihre Lehre ist sowohl wissenschaftlich wie praktisch künstlerisch ausgerichtet. Sie betrifft daher Theater- und Kulturtheorie, Kinder- und Jugendtheater und die Theorie und Praxis des Szenischen Spiels. Ingrid Hentschel forscht und lehrt international. 2006 lehrte sie an der Universidad Central, Santiago de Chile im Masterprogramm und übte eine Beratertätigkeit zur Studiengangsentwicklung im Rahmen des DAAD aus. Vorträge hielt sie u. a. in Estland am Institut für Theaterwissenschaft und Philologie der Universität Tartu, an der University of Hassan II Casablanca in Marokko sowie in Liechtenstein und Belgien. Diverse weitere Vorträge hielt Hentschel u. a. in Salzburg an der Paris Lodron Universität, bei den Salzburger Festspiel-Dialogen sowie am Landestheater Salzburg. Zusammen mit Klaus Hoffmann ist sie Herausgeberin der Reihe Scena – Theater und Religion.

## Forschungsprojekte (Auswahl)

### Die Kunst der Gabe. Reziprozität als Paradigma kultureller Praxis in sozialen Feldern.
Ingrid Hentschel widmet sich in diesem Forschungsprojekt Prozessen von Wechselseitigkeit und Austausch in Theater, Kunst und Gesellschaft. Angesichts der zunehmenden Ökonomisierung von Kultur, Bildung und Gesellschaft forscht sie zur aktuellen Bedeutung der Gabetheoreme in den bildenden und performativen Künsten. Im Zusammenhang mit der Bedeutung der Gabe für die Herausbildung von Sozialität rücken auch die Commons in den Fokus der Diskussion. Ingrid Hentschel ist Unterzeichnerin des Konvivialistischen Manifests.

#### Spiel und Ritual – Theater und Religion.
Hentschel lotet in verschiedenen Beiträgen die Beziehungen zwischen Spiel und Ritual in performativen Formaten aus, wobei sie sich besonders auf die Arbeiten von Marina Abramović, Jan Fabre, Luc Perceval, aber auch jüngst Roberto Castellucci bezieht.
Fragen der theatralen Dimension religiöser Praxis thematisierte sie z. B. auf Einladung der Deutschen Bischofskonferenz (Werkstattgespräch 2010), der Akademie Tutzing, sowie während verschiedener internationaler Symposien und Theaterfestivals wie z. B. „Scena – Theater und Religion“ in Hannover.

#### Ästhetische und intermediale Erfahrung: Kunst, Theater, Performance im sozialen Raum.
Einen besonderen Schwerpunkt in Forschung und Engagement bildet das Kinder- und Jugendtheater. Ingrid Hentschel war Mitglied des Kuratoriums des Kinder- und Jugendtheaterzentrum der BRD sowie Mitglied verschiedener Jurys und Auswahlkommissionen des Kindermusiktheaterfestivals „Traumspiele“ und der Biennale des Kinder- und Jugendtheaters Augenblick mal!.

## Werke (Auswahl)

### Theaterstücke
- "Ça ira! Es war einmal eine Revolution!" Theaterstück zusammen mit Wolfram Hänel. Gustav Kiepenheuer Bühnenvertrieb, Berlin 1990. Uraufführung in der Theaterwerkstatt Hannover 1990.

### Publikationen
- Imagination und Theater. Die Schauspielmethode von Michael Tschechow, Alexander, Berlin 2022. ISBN 978-3-89581-563-8

- Die Kunst der Gabe. Theater zwischen Autonomie und sozialer Praxis. transcript, Bielefeld 2019. ISBN 978-3-8376-4021-2
- Theater zwischen Ich und Welt. Beiträge zur Ästhetik des Kinder- und Jugendtheaters. Theorien - Praxis - Geschichte. transcript, Bielefeld 2016. ISBN 978-3-8376-3382-5.
- Im Modus der Gabe - Theater, Kunst, Performance in der Gegenwart. hg. mit Una H. Moehrke, Klaus Hoffmann. Kerber, Berlin 2011. ISBN 978-3-86678-494-9.
- Theater in der Lehre - Verfahren, Konzepte, Vorschläge hg. mit Beatrix Wildt, Johannes Wildt. LIT, Münster 2008. ISBN 978-3-8258-1272-0.
- Dionysos kann nicht sterben. Theater in der Gegenwart. LIT, Münster 2007. ISBN 978-3-8258-0910-2.
- Spiel, Ritual, Darstellung - Scena. Theater und Religion Bd. II hg. mit Klaus Hoffmann. LIT, Münster 2005. ISBN 3-8258-7269-6.
- Theater, Ritual, Religion - Scena. Theater und Religion Bd. I hg. mit Klaus Hoffmann. LIT, Münster 2004. ISBN 3-8258-6642-4.
- Brecht & Stanislawski und die Folgen hg. mit Klaus Hoffmann/Florian Vaßen. Henschel, Berlin 1997. ISBN 978-3-8948-7273-1.
- Kindertheater - Die Kunst des Spiels zwischen Phantasie und Realität Brandes & Apsel, Frankfurt/M. 1988. ISBN 978-3-9257-9834-4.

### Online-Publikationen (Auswahl)
- Welt- und Wortgeflecht. Strategien der Komik zwischen Text und Aufführung im Theaterwerk Elfriede Jelineks.
- Laboratorien der Gegenwart – Wie viel Theater braucht Europa?
- Medium und Ereignis – warum Theaterkunst bildet.

## Auszeichnungen
- 1975: Evangelisches Studienwerk Villigst, Studienförderung 1975 – 1980[1]
- 1981: Evangelisches Studienwerk Villigst, Promotionsstipendium des  1981 – 1984[1]
- 1988: Internationales Forum junger Bühnenangehöriger, Stipendiatin im Rahmen des Berliner Theatertreffens 1988[1]
- 1992: Dramatikerpreis des Bundes der Theatergemeinden (Bonn) zusammen mit Wolfram Hänel  für das Theaterstück Ca Ira! – Es war einmal eine Revolution (Uraufführung in der Theaterwerkstatt Hannover, 1990)[6]
- 1996: Dorothea-Erxleben-Programm, Stipendium 1996 – 1999[1]